# Io, suo padre
Io, suo padre è un film del 1939 diretto da Mario Bonnard.

## Trama
Romolo, ex pugile, allena il proprio figlio Masetto e lo conduce a vincere il campionato d'Italia dei pesi medi. Il ragazzo, però, cade facile preda di una ricca donna, Eva, costretta a vivere una relazione a distanza col marito. Il giovane rinuncia alle fatiche dello sport per seguirla nelle stazioni climatiche invernali di lusso. Ad un certo momento egli propone alla donna di sposarla ma costei, che non vuol perdere una sua vantaggiosa relazione, rifiuta consigliando il giovane a non cambiare natura ai loro rapporti. È allora che il ragazzo misura tutta la bassezza della propria situazione e fa ritorno a casa. I genitori lo accolgono con letizia ed egli riprende il suo impegno nello sport.

## Produzione
Tratto da un racconto di Alba de Céspedes, il film fu prodotto da Michele e Salvatore Scalera e girato negli stabilimenti Scalera alla Circonvallazione Appia a Roma.

## Distribuzione
Il film uscì in prima nazionale l'8 marzo 1939.

## La critica
Gino Visentini, nelle pagine di Cinema del 25 marzo 1939, «Bonnard ha fatto un errore dando la parte di Eva ad una attrice come Evi Maltagliati in un film dove non occorrevano "attori". Non c'era bisogno di una donna fatale per far perdere la testa ad un ragazzo tanto timido e sottomesso alle cure paterne. Un altro errore è quello di aver fatto di una gita campestre, che non doveva oltrepassare i limiti della semplicità e naturalezza sportiva, una specie di festival naturista ma con accenni di danze classiche. Tuttavia Io, suo padre è un film nel suo complesso apprezzabile e divertente, apprezzabile soprattutto per aver mostrato la qualità di tanti attori nuovi, presi non dalle scuole di recitazione ma direttamente dalla strada».